# Заслуженный деятель науки и техники Украинской ССР
Заслуженный деятель науки и техники Украинской ССР — почётное звание Украинской Советской Социалистической Республики.
Присваивалось с 1934 года за особые заслуги в области науки и техники, с вручением гражданину почётной грамоты и нагрудного знака.

## Описание звания
Впервые установлено 13 января 1934 года решением Всеукраинского центрального исполнительного комитета (ВУЦИК) и Совета народных комиссаров УССР в виде почётного звания «Заслуженный деятель науки и техники (или искусства) УССР».
Присуждалось за особо ценные труды в области науки и техники или за особо важные открытия и изобретения или за выдающуюся научно-популяризаторскую деятельность.
Присвоение звания происходило исключительно постановлением Президиума ВУЦИК по представлению народных комиссариатов, Центральным исполнительным комитетом Молдавской Автономной ССР, областных исполкомов, республиканских профсоюзных и других общественных организаций.
В дальнейшем название награды несколько раз менялось.
С 26 сентября 1944 года Положением «О почётных званиях Украинской ССР», утверждённым Верховного Совета УССР, предусматривалось присвоение двух почётных званий: «Заслуженный деятель науки УССР» и «Заслуженный деятель науки и техники УССР».
Они присуждались Президиумом Верховного Совета УССР за особые заслуги в области науки и техники с вручением гражданину почётной грамоты и нагрудного знака.
Постановлением Президиума Верховного Совета УССР от 10 октября 1969 года почётное звание «Заслуженный деятель науки и техники УССР» было исключено из перечня почётных званий Украинской ССР (оставлено звание «Заслуженный деятель науки УССР»).
Установлено повторно 15 ноября 1988 года указом Президиума Верховного Совета УССР.
Присваивалось с вручением нагрудного знака, изготавливаемого из посеребренного цветного металла — томпака. Нагрудный знак носился на правой стороне груди.
Было отменено Верховной радой Украины 17 мая 2001 года в связи с принятием закона «О государственных наградах Украины» и введением почётного звания «Заслуженный деятель науки и техники Украины».